# Cung điện Versailles
Cung điện Versailles (tiếng Pháp: Château de Versailles) là nơi ở của các vua (và hoàng hậu) Pháp  Louis XIV, Louis XV và Louis XVI. Nằm ở phía Tây của Paris tại thành phố Versailles, lâu đài Versailles là biểu tượng của quyền lực tối thượng của các triều đại phong kiến Pháp với một diện tích và các công trình kiến trúc cực kì đồ sộ và lộng lẫy. Với một cung điện rộng 67.000 mét vuông gồm trên 2000 phòng, một công viên có diện tích 815 héc ta, Versailles là một trong các lâu đài đẹp nhất và lớn nhất châu Âu cũng như trên thế giới. Năm 1979, lâu đài Versailles đã được UNESCO đưa vào danh sách Di sản thế giới.

## Kiến trúc

### Đặc điểm
Lâu đài Versailles là công trình ghi dấu những tinh hoa của nghệ thuật Pháp thế kỉ 17 và 18, kiến trúc của nó tuân theo những quy tắc chuẩn mực của chủ nghĩa cổ điển như tính đối xứng của công trình, các hành lang nhiều cột, các công trình nghệ thuật lấy cảm hứng từ truyền thuyết và nghệ thuật cổ đại. Xen vào sự chính xác này là một số nét nghệ thuật Baroque.
Lâu đài hiện nay hầu như vẫn mang dáng vẻ công trình do vua Louis XIV (1643-1715) giao cho kiến trúc sư Le Vau xây dựng năm 1668. Bên trong cung điện của lâu đài là nhiều phòng lớn (Grand Appartement) như Phòng lớn của Đức vua, Phòng lớn của Hoàng hậu hay Phòng Gương (Galerie des Glaces). Các phòng lớn này được thông nhau bằng các dãy hành lang trang trí lộng lẫy từ sàn nhà đến trần, đây là tác phẩm của những người thợ thủ công do Charles Le Brun phụ trách. Phòng Gương là căn phòng lớn nhất của lâu đài, nó dài tới 73 mét, một bên nhìn ra khu vườn, một bên được bao phủ bởi 17 tấm gương cực lớn. Bên cạnh các phòng lớn còn có các phòng nhỏ (Petit Appartement) như Phòng ngủ của Đức vua (Chambre du roi) với rất nhiều tấm thảm và gỗ lát tường mạ vàng. Ngoài ra còn có các buồng con và các phòng chức năng khác. Không chỉ gồm các phòng ở và làm việc, lâu đài còn có một nhà nguyện và một nhà hát riêng. Tại nhà nguyện của Versailles từ năm 1689 đến năm 1710 các vị hoàng đế Pháp đã tổ chức những buổi cầu nguyện của hoàng gia. Nhà hát được khánh thành năm 1770 là một trong những công trình lớn cuối cùng được xây dựng của lâu đài.

### Một vài con số

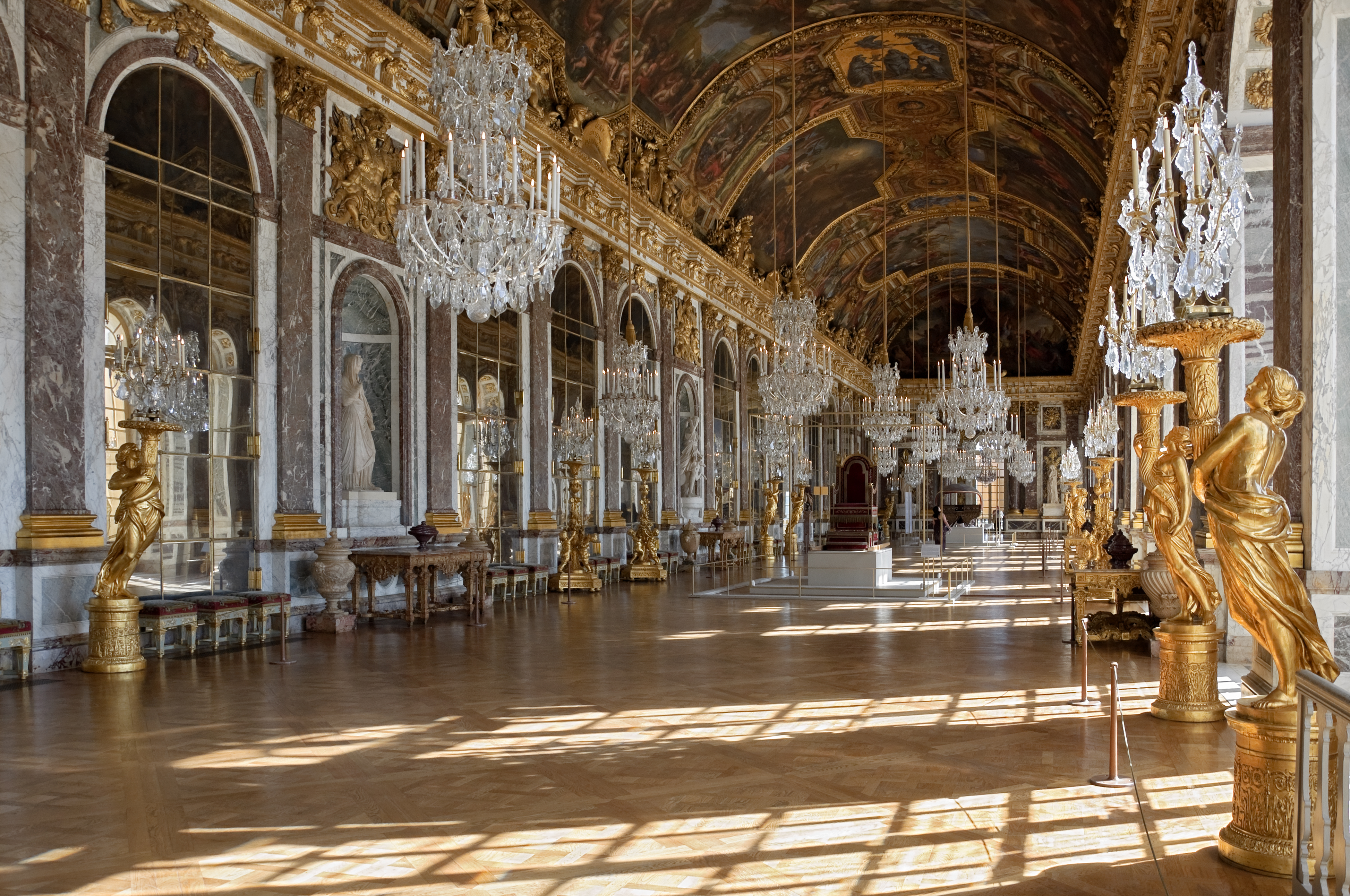
Phòng Gương (The Hall of Mirrors) - căn phòng đẹp nhất của cung điện.

Hiện nay lâu đài là tài sản công cộng của Nhà nước Pháp. Để quản lý và điều hành lâu đài, người ta cần một đội ngũ 900 nhân viên, trong đó có 400 là nhân viên bảo vệ. Mỗi năm khu lâu đài thu hút 3 triệu lượt người tham quan cung điện và 7 triệu lượt người tham quan công viên, trong số này 70% là khách nước ngoài.
Lâu đài Versailles hiện bao gồm các cung điện Versailles, Grand Trianon và Petit Trianon, với 700 phòng, 2.513 cửa sổ, 352 ống khói, 67 cầu thang, 483 gương và 13 héc ta mái ngói. Diện tích mở cửa cho công chúng tổng cộng là 67.121 mét vuông. Phần công viên bao phủ diện tích 800 héc ta, trong đó có 300 héc ta rừng, 2 vườn cảnh kiểu Pháp (Petit Parc, 80 ha, và Trianon, 50 ha). Phần công viên này có 20 km hàng rào, 42 km đường mòn và 372 bức tượng. Ngoài ra Versailles còn có 55 hồ, bể chứa nước trong đó lớn nhất là Grand Canal, rộng 23 ha với dung tích 500.000 mét khối, còn phải kể đến 600 vòi phun nước và 35 km kênh đào.
Các bảo tàng của lâu đài Versailles được Camille Bachasson, bá tước Montalivet thành lập năm 1837 theo lệnh của vua Louis-Philippe I dưới cái tên "Bảo tàng Lịch sử Pháp" (Musée d’Histoire de France). Với diện tích 18.000 mét vuông, đây là bảo tàng lịch sử lớn nhất thế giới lúc bấy giờ. Nó có một bộ sưu tập tranh cực lớn được sắp xếp theo niên đại lịch sử, tất cả đều do vua Louis-Philippe ra lệnh mua và sưu tầm. Để hoàn thành khối lượng công trình khổng lồ này, vào thời vua Louis XIV người ta đã phải huy động tới hàng chục nghìn lượt lao động (cao nhất là 36.000 nhân công một năm) và tiêu tốn ít nhất là 100 triệu livre.
Danh hiệu được trao "miền hoàng gia lớn nhất thế giới," được đo bằng tổng diện tích đất với sân của Versailles bao gồm 87.728.720 feet vuông (8.150.265 m 2), hoặc 2.014 mẫu Anh, bao gồm 230 mẫu Anh khu vườn. Các cung điện chính nó chứa 721.206 feet vuông (67.002 m 2) của diện tích sàn.

## Lịch sử

### Khởi đầu

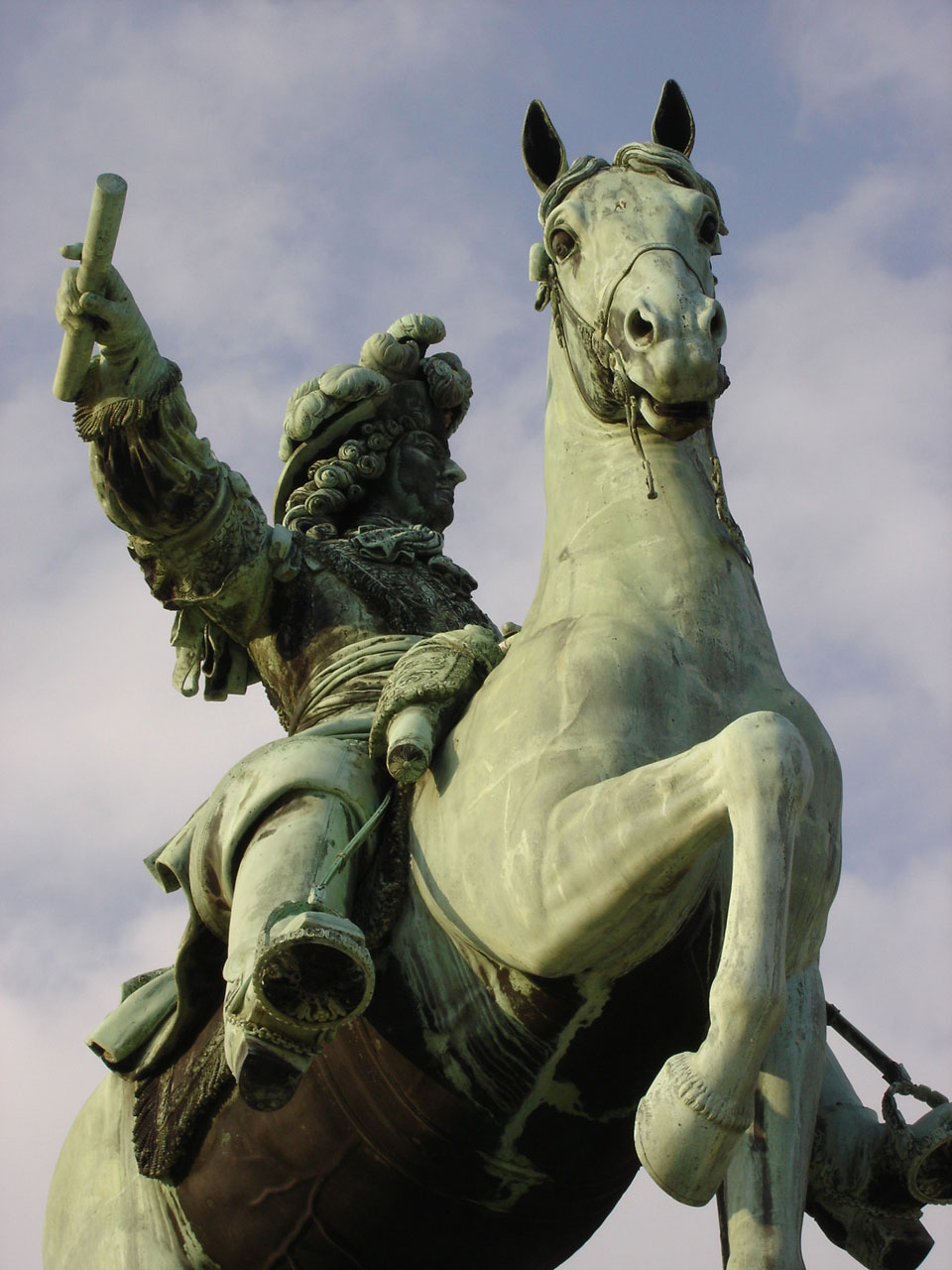
Tượng vua Louis Mặt Trời ở trước lâu đài Versailles

Danh từ Versailles ra đời lần đầu vào năm 1038 trong tấm bản đồ của tu viện Saint-Père de Chartres mà Hugo de Versaillis là một trong các địa danh trên đó. Vào thế kỉ 10, các tu sĩ cũng cho xây dựng công trình đầu tiên ở vùng đất này, đó là nhà thờ - tu viện Saint-Julien. Năm 1472 thị trấn nhỏ Versaille-aux-bourg-de-Galie bắt đầu xuất hiện. Một lâu đài nhỏ của chúa đất Versailles bắt đầu thay thế cho nhà thờ cũ, 3 năm sau đó Gilles de Versailles nhượng lại quyền sở hữu Trianon cho giám mục vùng Saint-Germain. Trên vùng đất này vua Louis XI đã cho xây dựng một lâu đài nhỏ để làm nơi nghỉ ngơi.
Năm 1561, toàn bộ mảnh đất được bán cho Martial de Loménie, thư ký tài chính của vua Charles IX, người đã mở rộng mảnh đất lên 150 héc ta. Ngày 24 tháng 8 năm 1572 Loménie bị ám sát trong vụ Thảm sát Ngày lễ Thánh Barthélemy, khu đất rơi vào tay nam tước Retz là Albert de Gondi, ông này sau đó trao quyền thừa kế Versailles cho con mình là Jean-François de Gondi năm 1616.
Năm 1623, vua Louis XIII, cho xây dựng tại khu rừng Versailles một khu nhà nhỏ bằng gạch và đá để làm nơi dừng chân khi săn bắn. Sau đó ông này mua thêm một mảnh đất của Jean de Soisy, để xây dựng lâu đài đầu tiên của Versailles với một cung điện bằng đá cẩm thạch. Theo những khảo quật mới, vua Louis XIII đã cho xây dựng một sàn đấu jeu de paume tại đây, đó là một tòa nhà hình chữ nhật dài 14 x 33 mét với các bức tường dày 1,3 mét.
Ngày 8 tháng 4 năm 1632, Louis XIII mua lại toàn bộ vùng đất Versailles từ Jean-François de Gondi. Ngày 26 tháng 5 cùng năm, ông ra lệnh khởi công việc mở rộng lâu đài dưới sự điều khiển của kiến trúc sư Philibert Le Roy. Công việc này hoàn thành năm 1634, 2 năm sau đó một vườn cảnh kiểu Pháp được xây dựng thêm theo thiết kế của Boyceau et Menours. Năm 1643, Louis XIII qua đời, truyền ngôi lại cho con trai mình, một trong những vị vua vĩ đại nhất của Pháp, Louis XIV hay Louis Mặt Trời.

### Louis XIV
Sau khi Louis XIV lên ngôi, ông này cảm thấy không thoải mái với bất cứ cung điện hoàng gia nào lúc đó, từ Palais-Royal, đến Louvre, Tuileries và cả Fontainebleau. Ngay lần đầu tiên đến thăm Versailles, ông đã cảm thấy thích thú với lâu đài tại đây, ông quyết định chuyển dần hoàng gia về Versailles và đến ngày 25 tháng 10 năm 1660 thì Louis XIV chính thức chuyển về lâu đài này cùng hoàng hậu Marie-Thérèse.
Năm 1661, vua quyết định chi 1,1 triệu livre để mở rộng lâu đài với ý định biến nó thành lâu đài tráng lệ hàng đầu trong các hoàng gia châu Âu. Người được giao thiết kế công trình này là Louis Le Vau, kiến trúc sư của Lâu đài Vaux-le-Vicomte. Công việc trang trí các tòa nhà được giao cho Charles Errard và Noël Coypel, còn André Le Nôtre được giao xây dựng khu vườn cảnh orangerie và vườn thú. Tháng 5 năm 1664 lễ hội đầu tiên được tổ chức tại Versailles với sự tham gia của Molière, người cho công diễn ba hồi đầu của vở Tartuffe. Từ năm 1664 đến năm 1666 lâu đài tiếp tục được Le Vau mở rộng gấp 3 lần, khu vườn cũng được đặt thêm các bức tượng do Girardon và Le Hongre sáng tác. Năm 1667 hồ chứa nước lớn của lâu đài, Grand Canal (Kênh lớn), được khởi công xây dựng.

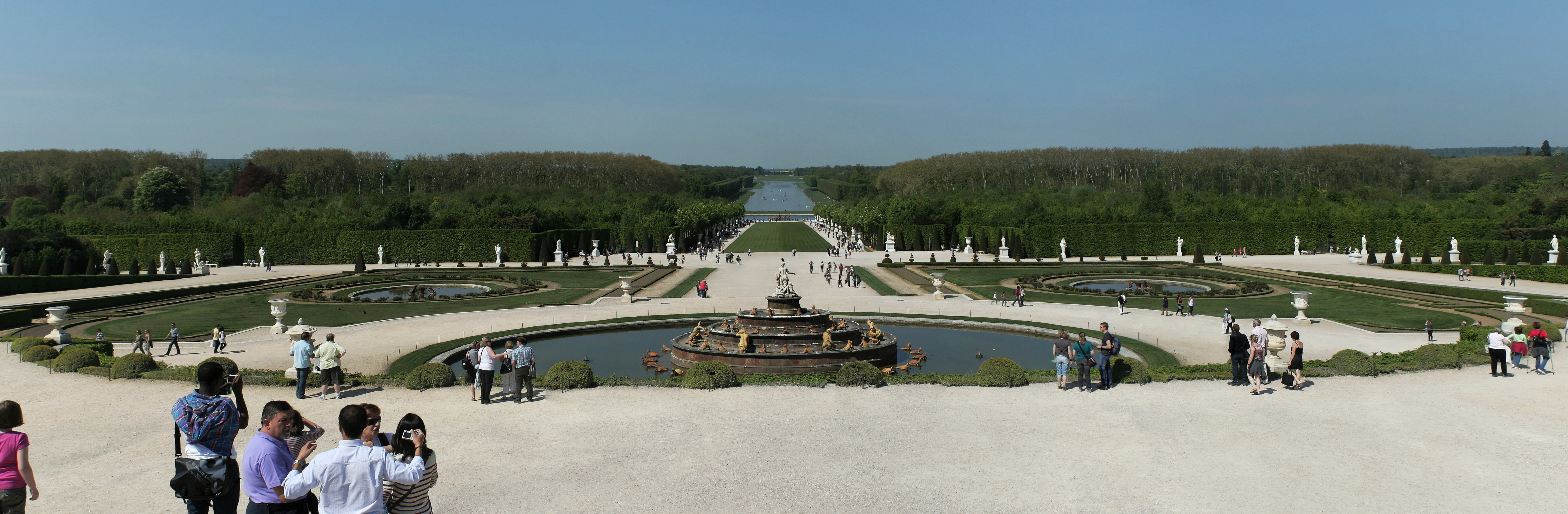
Toàn cảnh khu vườn của lâu đài Versailles

Từ năm 1668 đến năm 1670, Le Vau chỉ huy xây dựng phần cung điện mới Enveloppe (Vỏ bọc). Phần công trình này bao gồm một tòa nhà bao bọc lấy cung điện ban đầu. Các Phòng lớn (Grand Appartement) của vua, hoàng hậu cũng được xây dựng ở hai cánh, thêm vào đó là một sân lớn đối diện với vườn cảnh. Sau khi Le Vau qua đời ngày 11 tháng 10 năm 1670, việc chỉ huy xây dựng được giao cho François d'Orbay. Sau khi hoàn thành, phần lâu đài mới này được gọi là "Château Neuf" (Lâu đài Mới) để phân biệt với phần lâu đài cũ "Château Vieux" do vua Louis XIII cho xây dựng. Cũng trong năm 1670 cung điện Trianon bằng sứ được xây dựng. Từ năm 1678 đến năm 1684, Phòng Gương (Galerie des Glaces), gian phòng xa hoa nhất của cung điện được xây dựng.
Ngày 6 tháng 5 năm 1682, vua Louis XIV quyết định không chờ cung điện mới hoàn thành mà rời Saint-Cloud về Versailles và tuyên bố đây là lâu đài chính thức của hoàng đế Pháp. Từ năm 1685 đến năm 1689, lâu đài tiếp tục được mở rộng để đáp ứng được nhu cầu của hoàng gia và các thị thần. Để hoàn thành công việc này, người ta đã huy động từ 22.000 đến 30.000 nhân công, 6.000 ngựa và thậm chí trồng nguyên một khu rừng mới cho lâu đài. Năm 1684, phòng triển lãm của lâu đài được hoàn thành.

### Giai đoạn sau
Sau khi Louis XIV qua đời năm 1715, các vua Louis XV và Louis XVI tiếp tục coi Versailles là lâu đài chính thức của nhà vua và xây dựng thêm các công trình khác trong đó có một nhà hát hoàng gia và một thư viện lớn ở ngay trong lâu đài.
Sau khi Cách mạng Pháp nổ ra, chế độ phong kiến Pháp dưới triều vua Louis XVI sụp đổ thì lâu đài Versailles cũng mất đi vị trí vốn có của mình. Rất nhiều vật báu của lâu đài hoặc được đưa về bảo tàng Louvre, hoặc bị bán sang cho triều đình Anh. Khi vương triều Bourbon trở lại, dưới thời vua Louis-Philippe I, Versailles được chuyển thành "Bảo tàng Lịch sử Pháp" (Musée d’Histoire de France). Cung điện Versailles là nơi diễn ra lễ tuyên bố thành lập Đế quốc Đức vào năm 1871 sau Chiến tranh Pháp - Phổ và cũng là nơi chứng kiến việc ký Hòa ước Versailles dẫn đến sự kết thúc của Chiến tranh thế giới thứ nhất.

## Một số hình ảnh

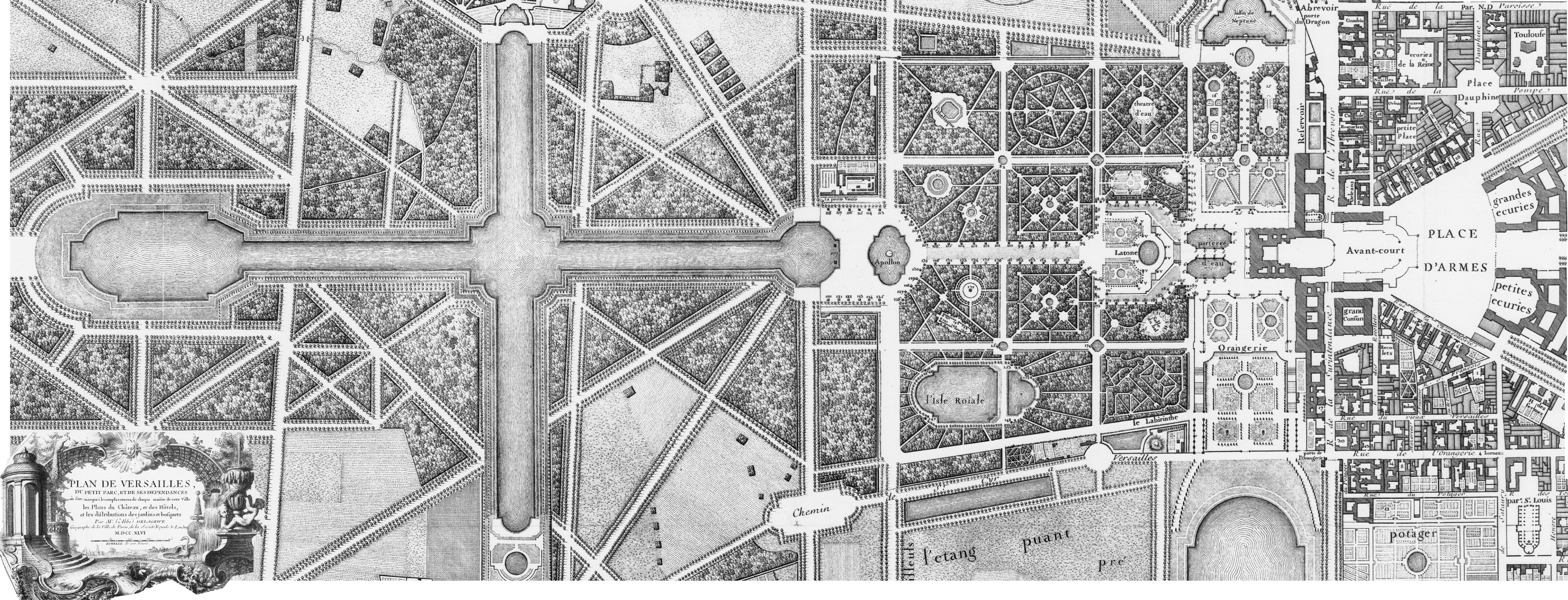
Bản đồ lâu đài năm 1746
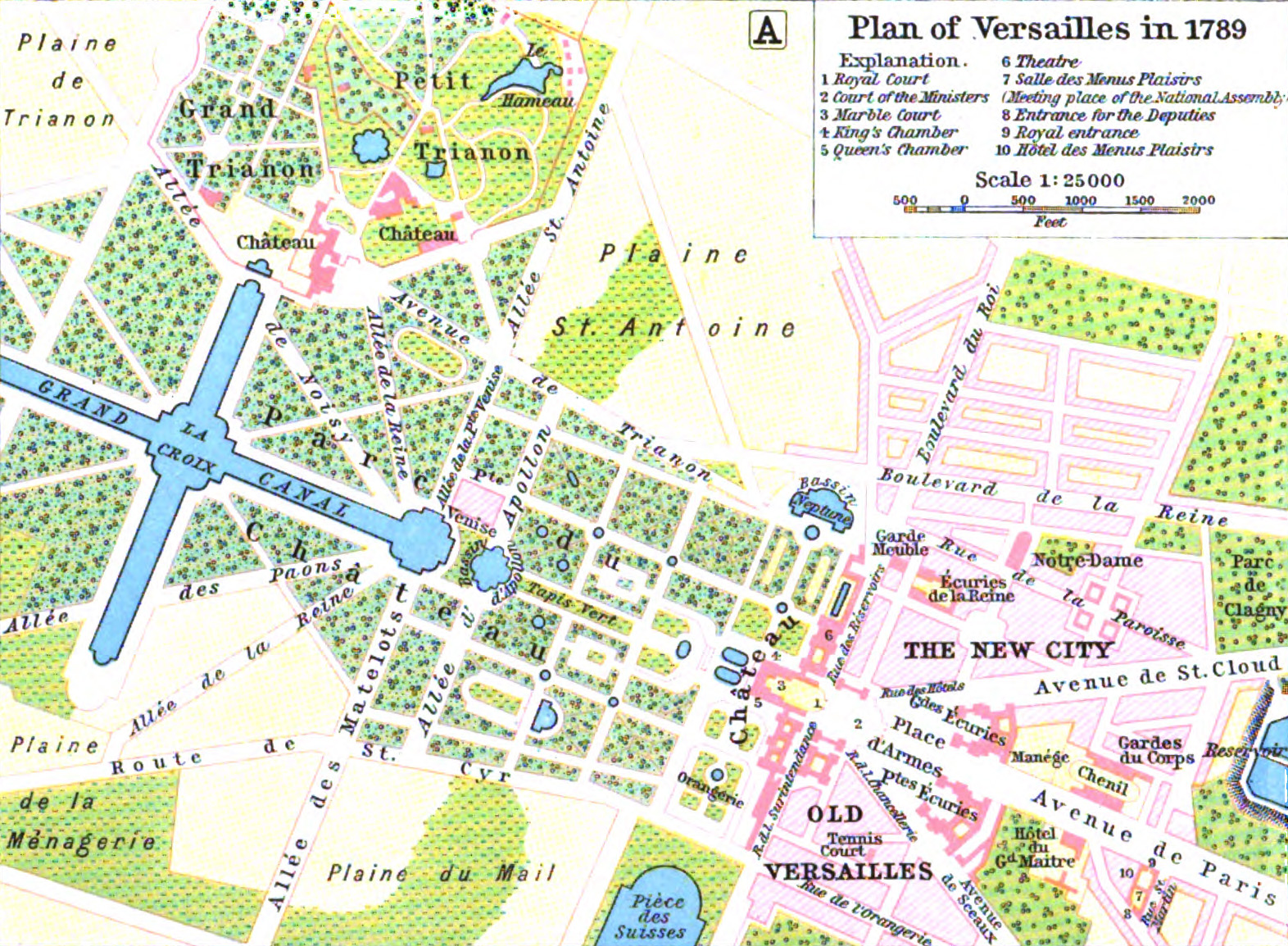
Bản đồ lâu đài năm 1789
Nhìn từ hướng thành phố
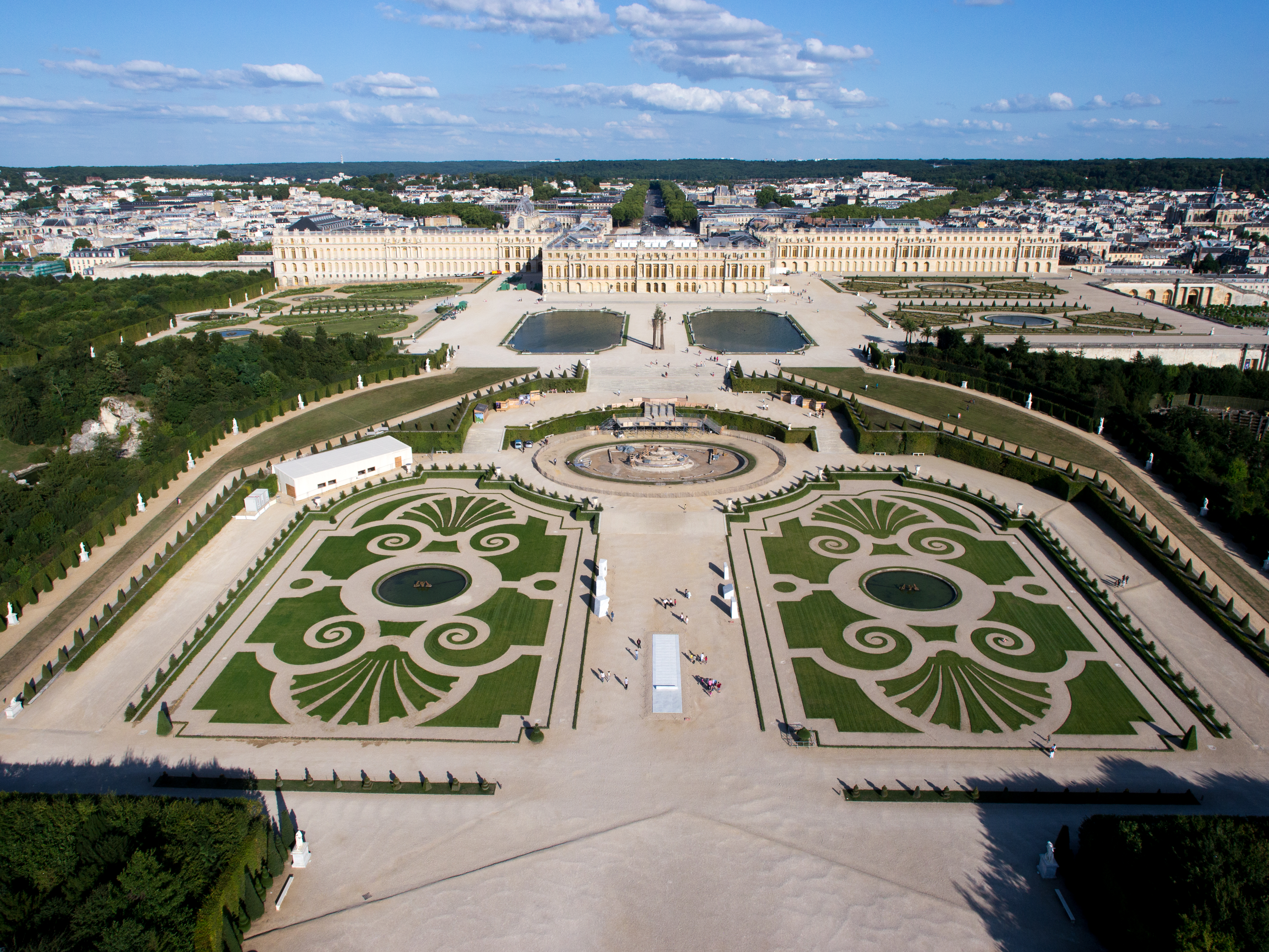
Toàn cảnh mặt sau cung điện
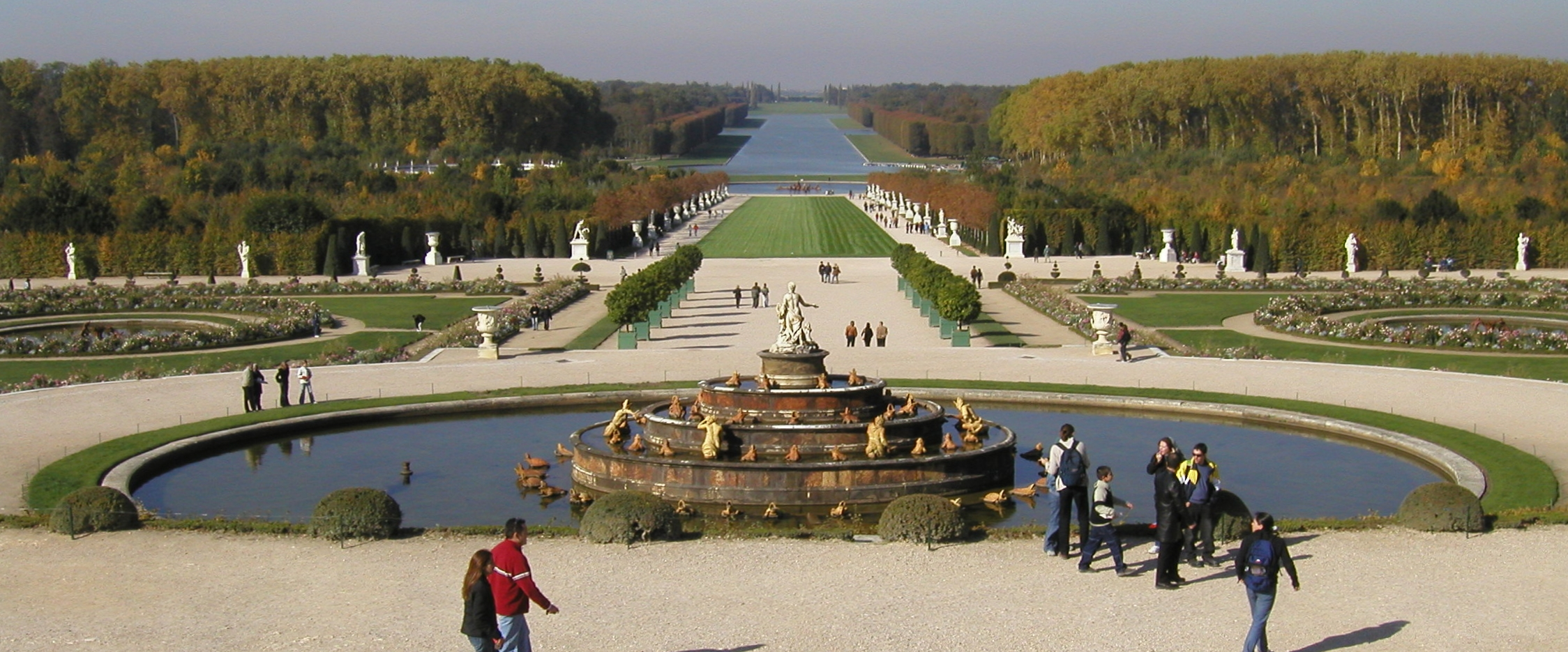
Toàn cảnh vườn và Grand Canal
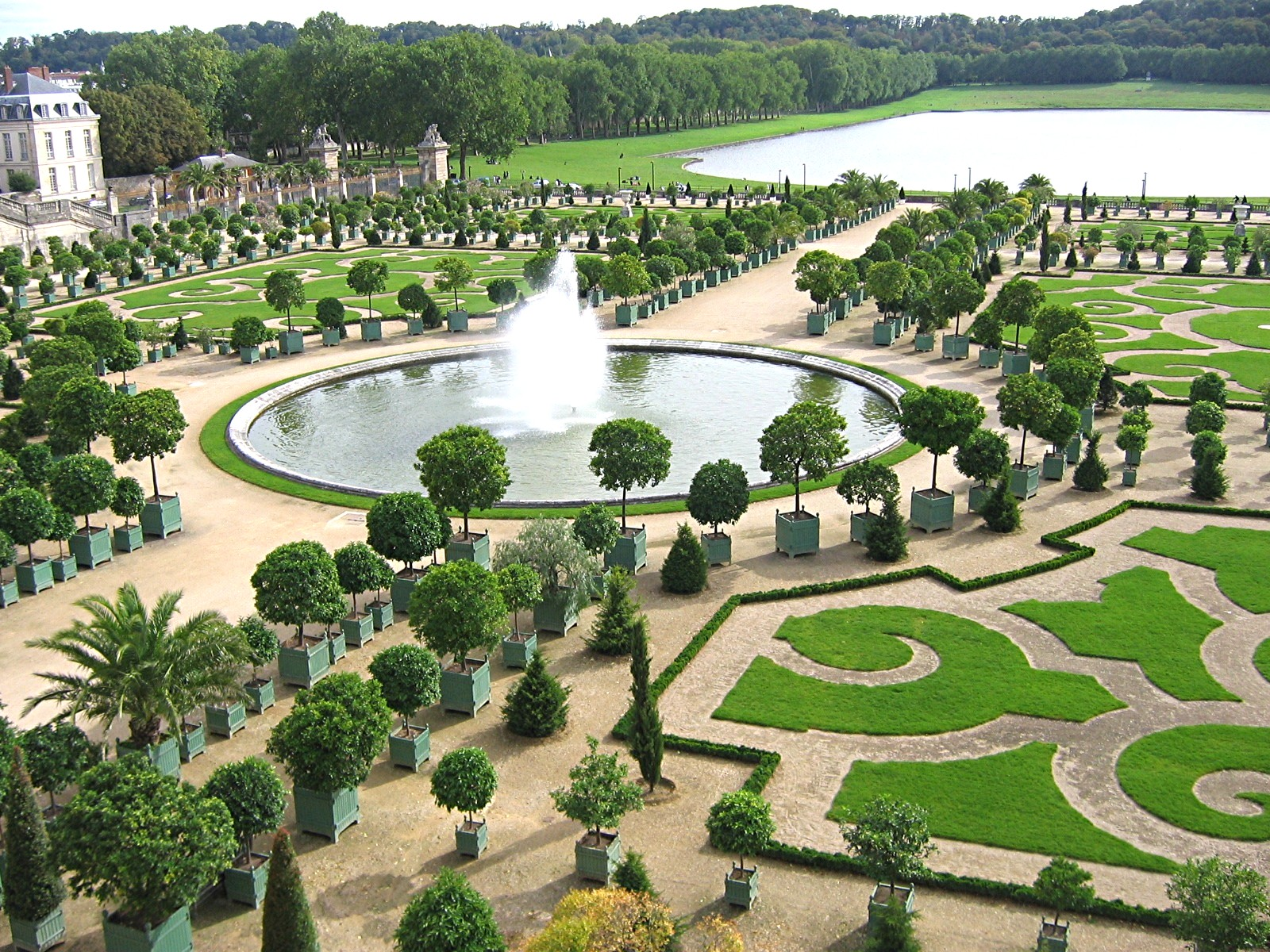
Toàn cảnh vườn Orangerie
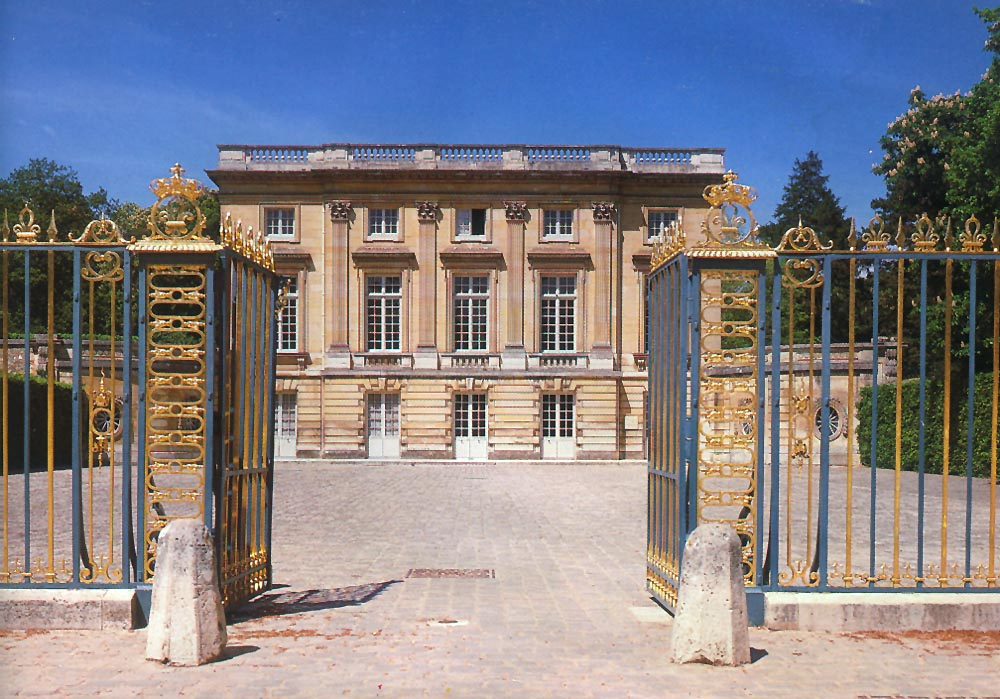
Petit Trianon
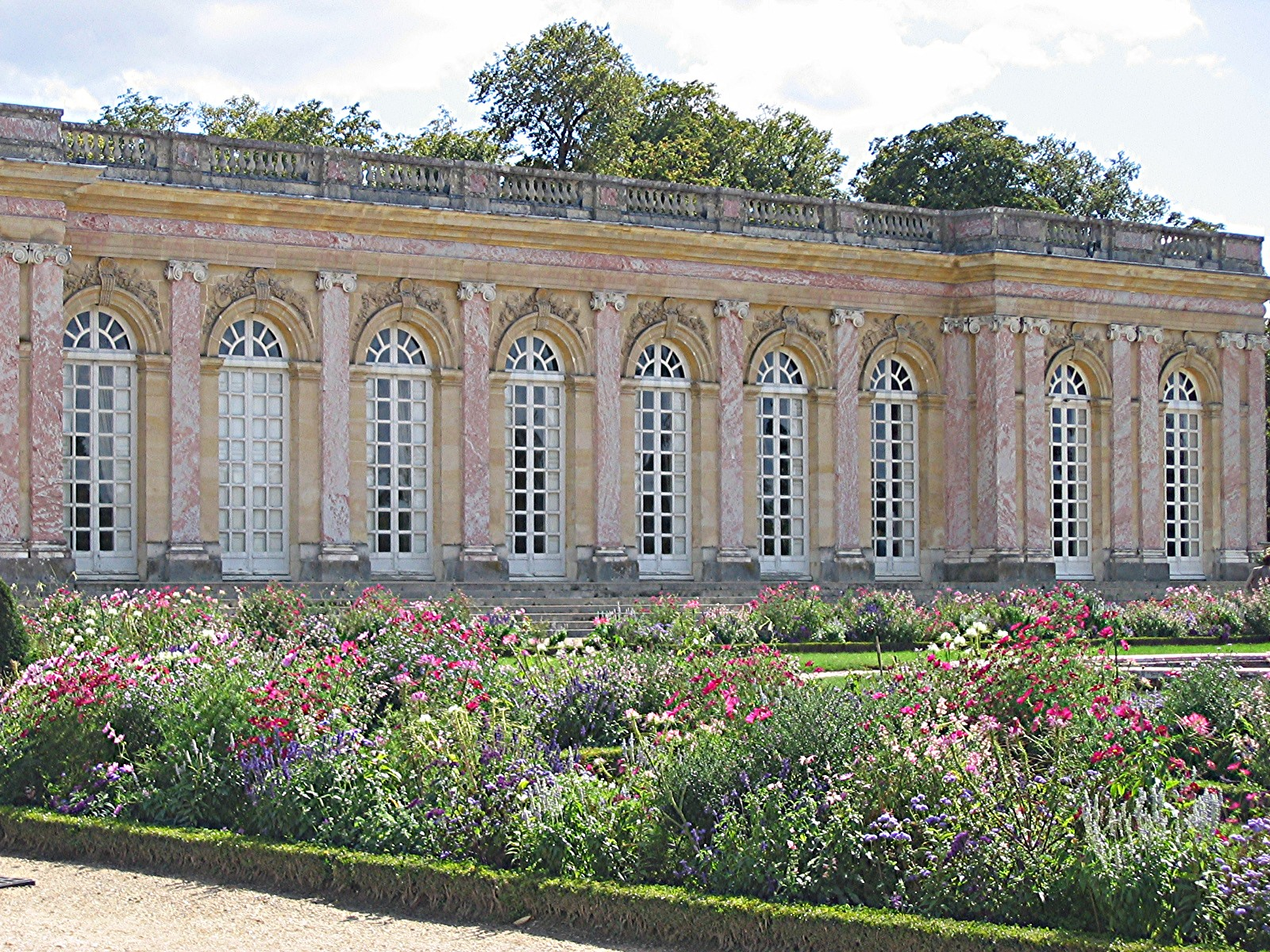
Grand Trianon
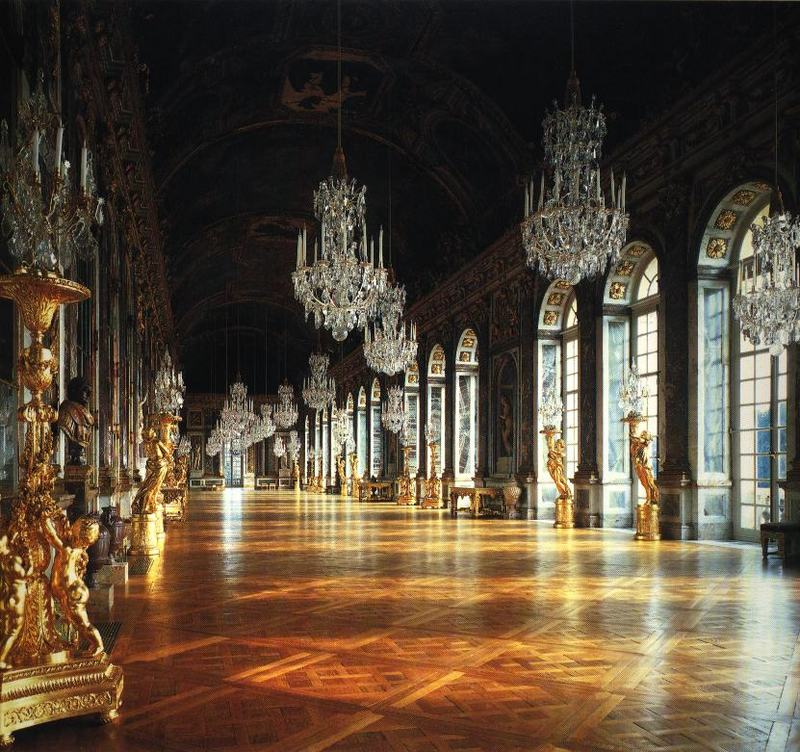
Phòng Gương
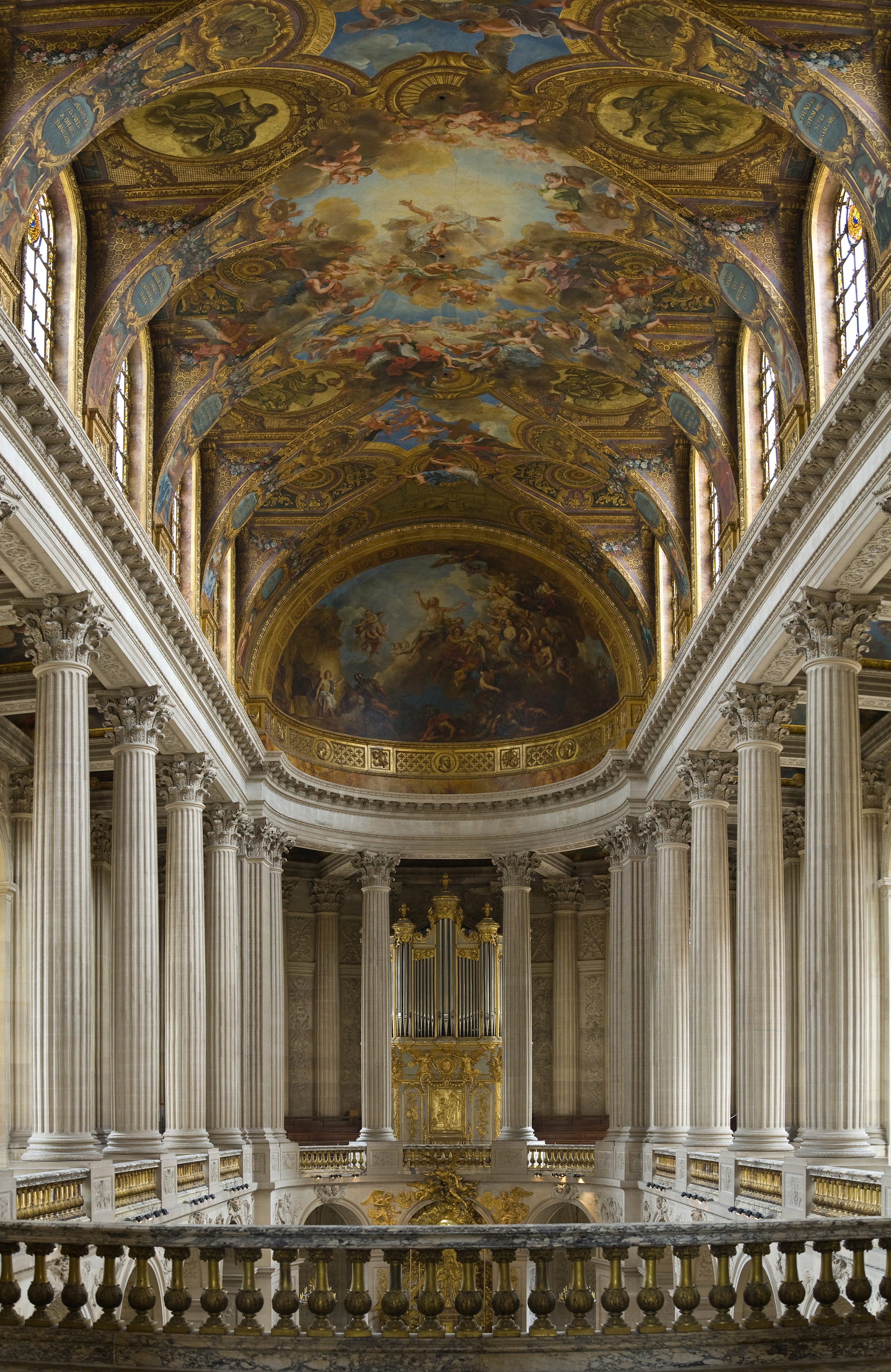
Nhà nguyện
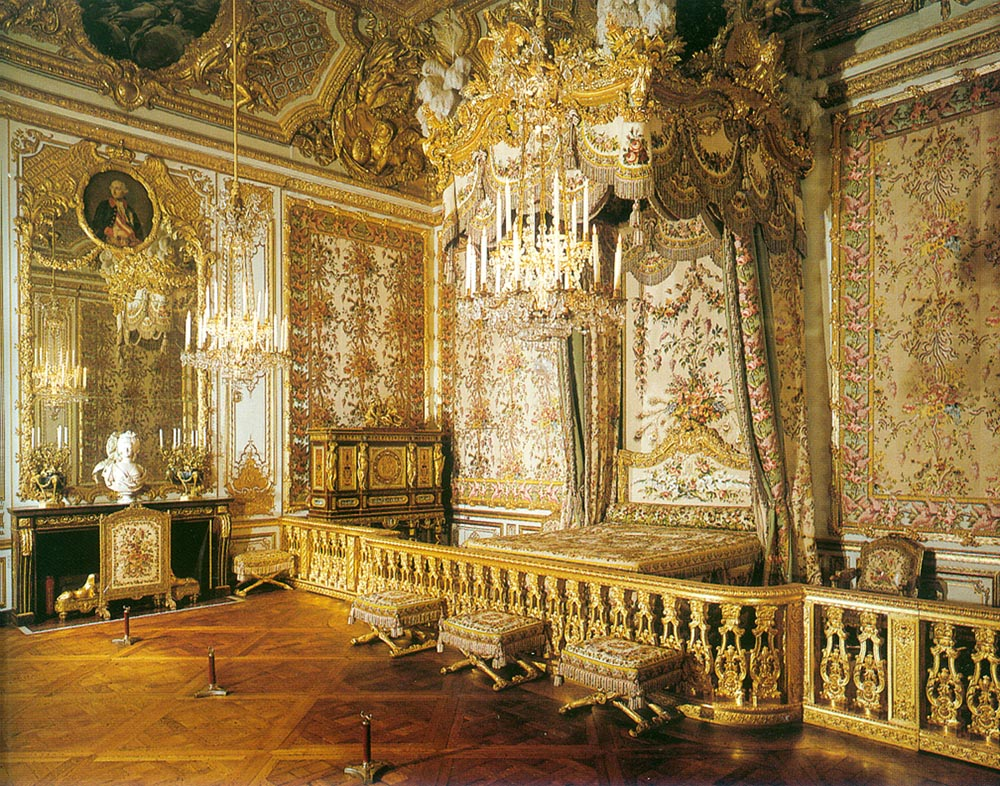
Phòng ngủ của Hoàng hậu
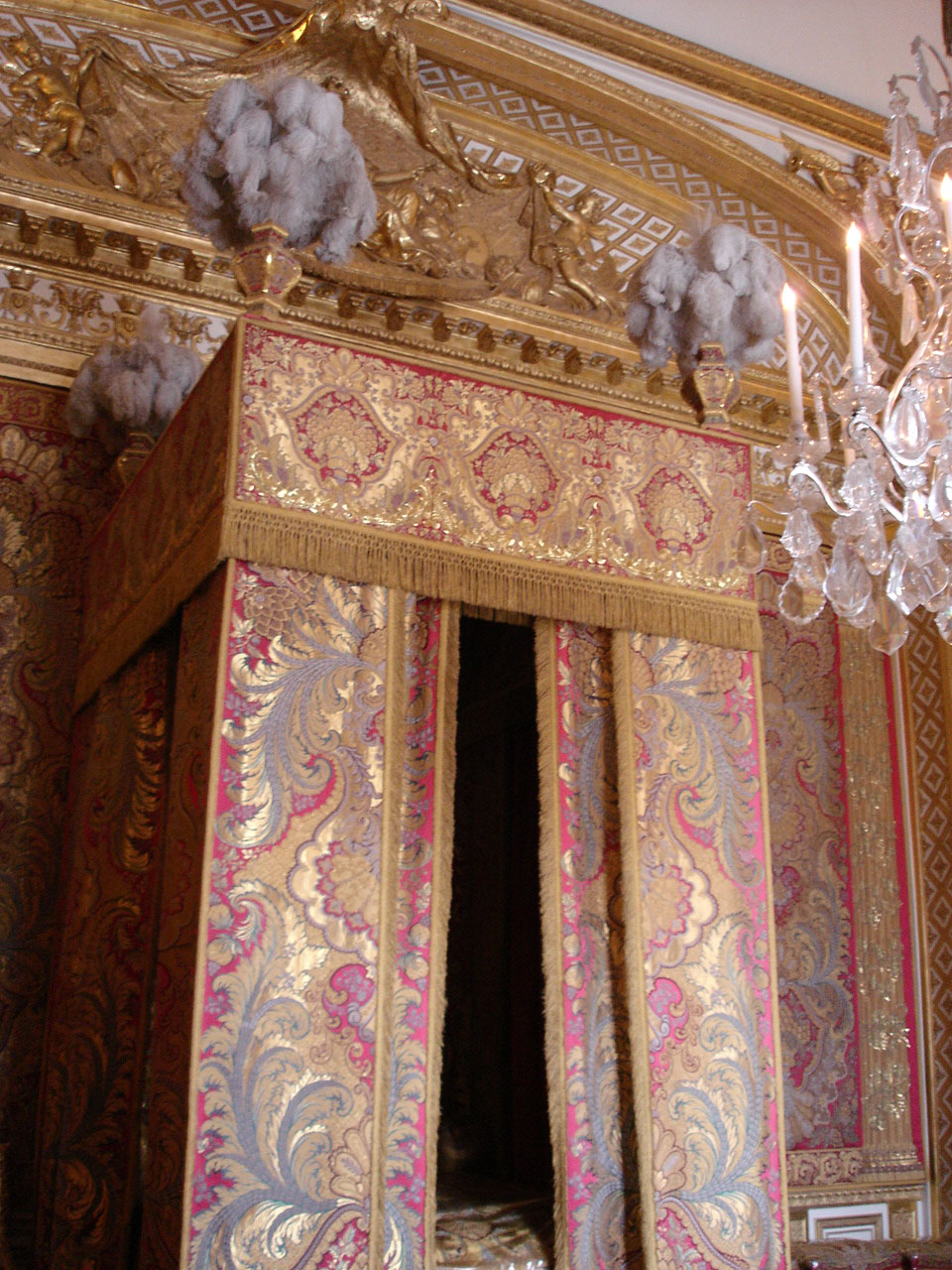
Phòng ngủ của Đức vua